# 萊蕪区
萊蕪区（らいぶ-く）は、中華人民共和国山東省済南市に位置する市轄区。

## 行政区画
下部に8街道、7鎮を管轄する。
- 街道
  - 鳳城街道、張家窪街道、高荘街道、鵬泉街道、口鎮街道、羊里街道、方下街道、雪野街道
- 鎮
  - 牛泉鎮、苗山鎮、大王荘鎮、寨里鎮、楊荘鎮、茶業口鎮、和荘鎮